# 3XN

Blue Planet w Kopenhadze

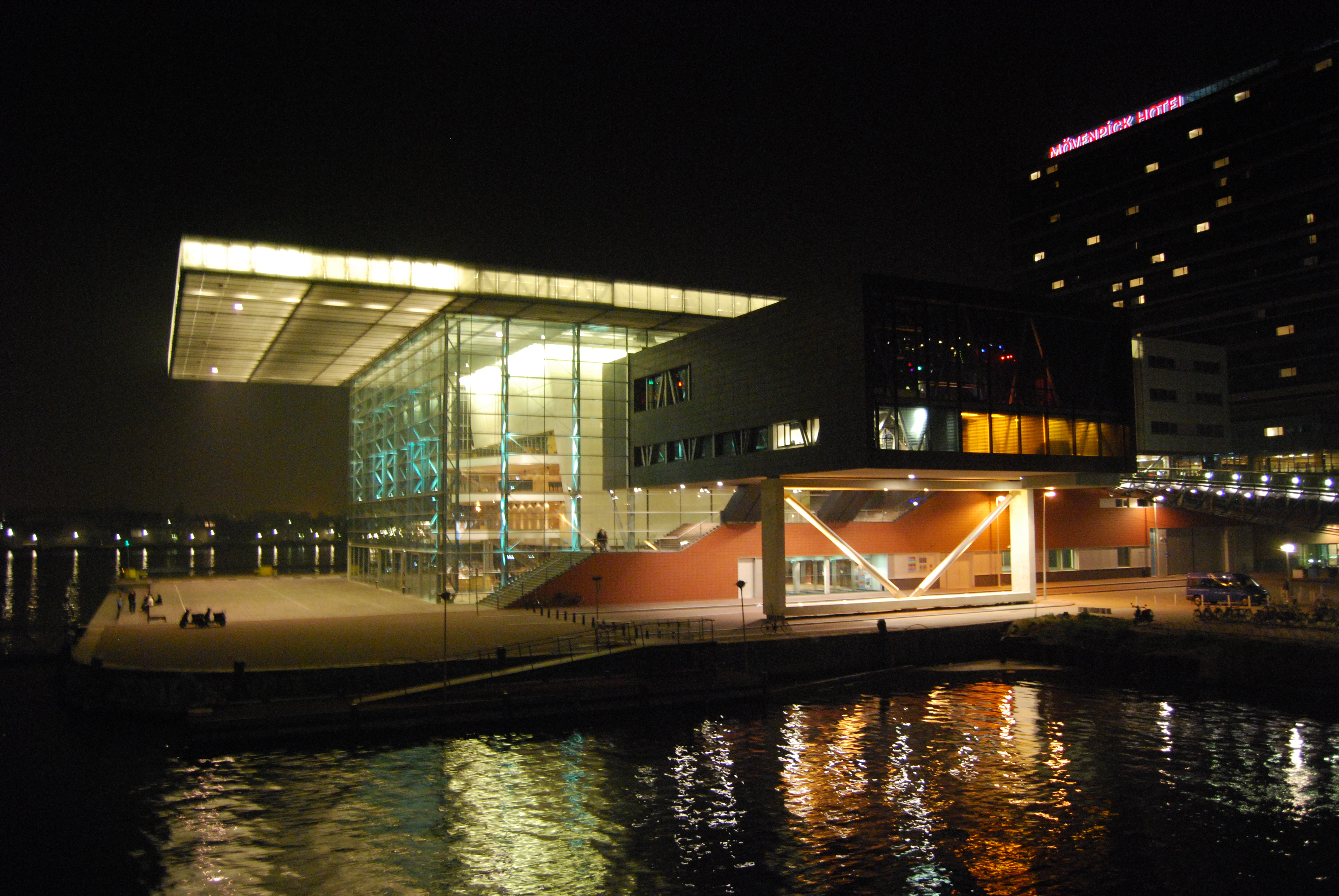
Sala koncertowa Muziekgebouw w Amsterdamie

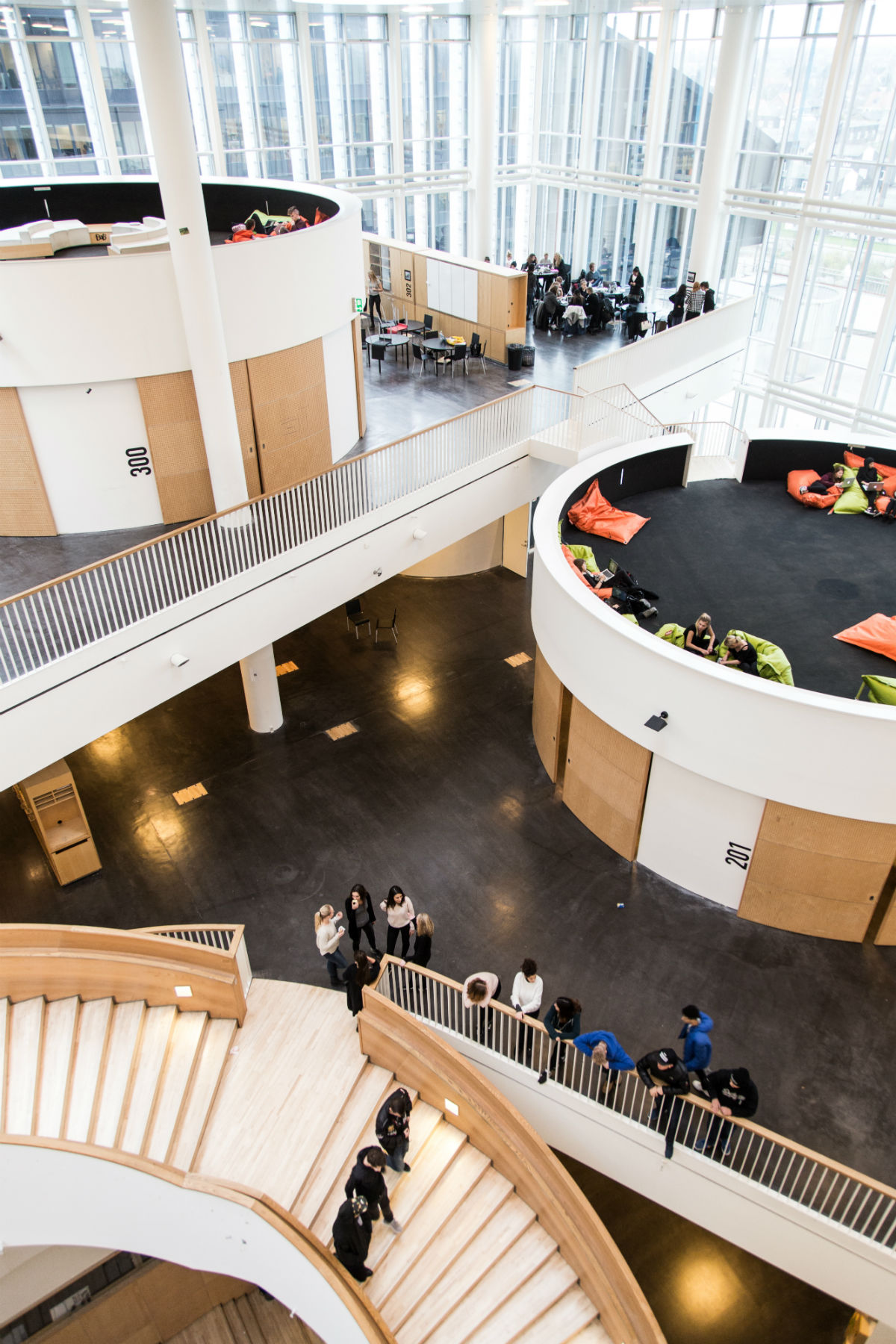
Wnętrze Ørestad Gymnasium

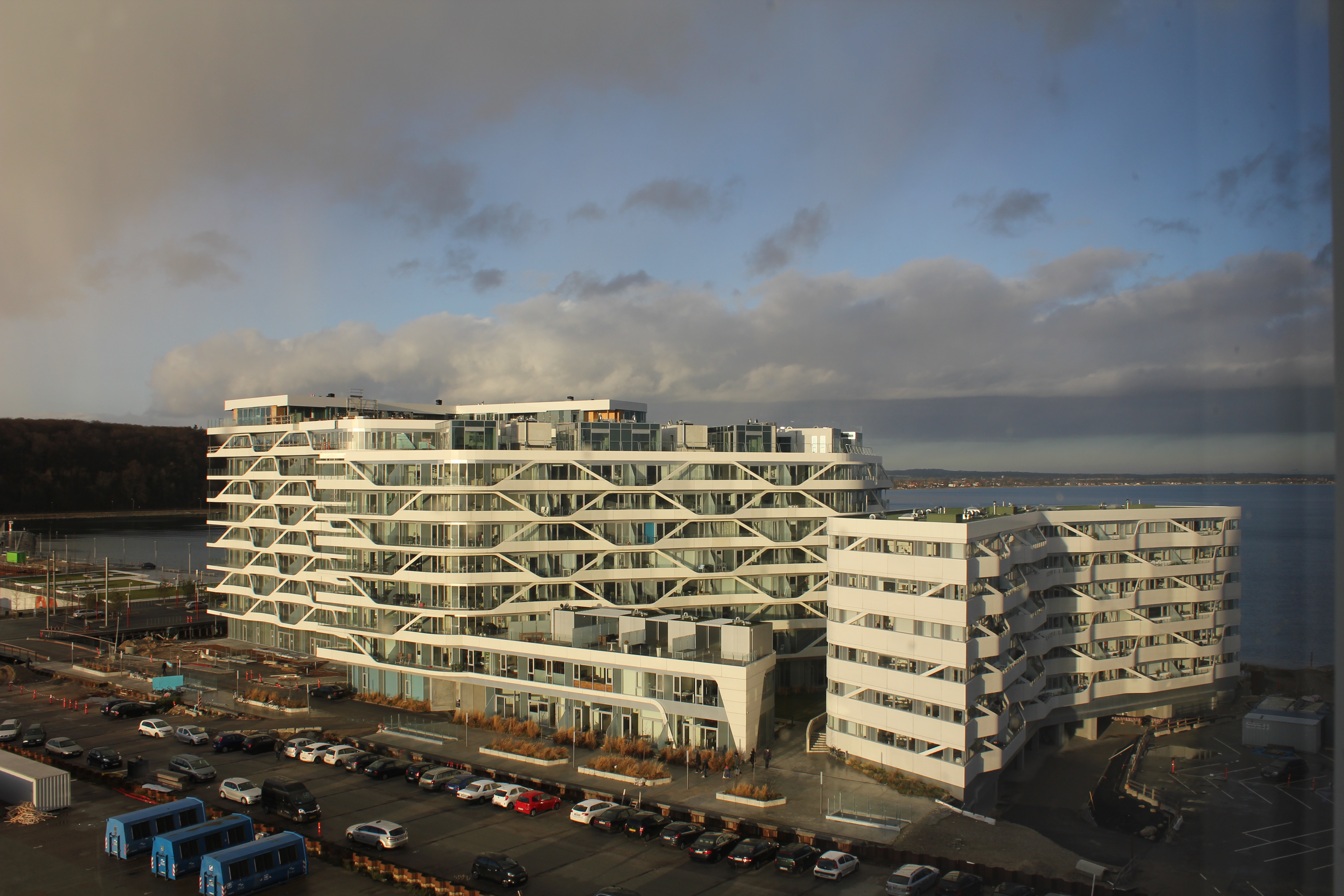
Lighthouse w Aarhus

3XN – duńska pracownia architektoniczna z siedzibą w Kopenhadze.

## Historia
Studio zostało założone w 1986 roku w Aarhus pod nazwą Nielsen, Nielsen & Nielsen przez Kima Herfortha Nielsena, Larsa Franka Nielsena oraz Hansa Petera Svendlera Nielsena. Wkrótce jego nazwa została zmieniona na 3 X Nielsen. Ostatni z założycieli dość szybko opuścił grupę i założył własne studio projektowe. Początkowo grupa wykonywała niewielkie projekty, natomiast w latach 90. XX wieku zrealizowane projekty ambasady duńskiej w Berlinie i sali koncertowej Muziekgebouw w Amsterdamie. W 2005 roku grupa wygrała konkurs na projekt nowej siedziby Museum of Liverpool, która została ukończona w 2011 roku.
W 2007 roku biuro powołało swój nowy oddział pod nazwą GXN (od angielskiego green – zielony), który zajmuje się badaniami nad nowoczesnymi proekologicznymi rozwiązaniami w architekturze, m.in. specjalnych biokompozytów. Inny dział biura o nazwie R&D zajmuje się projektami lamp i oświetlenia w budynkach.
W 2010 roku studio stworzyło wystawę pt. „Mind Your Behavior”, którą wystawiono w galerii Aedes w Berlinie oraz w Duńskim Centrum Architektury.

## Wybrane realizacje
Wśród realizacji biura 3XN znajduje się wiele znanych obiektów, głównie w krajach skandynawskich, ale także w innych częściach Europy i świata.
- Architect’s House, Kopenhaga (1996)[3]
- Ambasada Danii, Berlin (1999)[4]
- Sala koncertowa Tivoli, Kopenhaga (2005)[5]
- Sala koncertowa Muziekgebouw, Amsterdam (2005)[6]
- Siedziba Sampension, Kopenhaga (2005)[7]
- Ørestad College, Ørestad, Kopenhaga (2007)[8]
- Siedziba Saxo Bank, Kopenhaga (2008)[9]
- Centrum Handlowe Bryggen, Vejle, Dania (2008)[10]
- Staion Horsens, Horsens, Dania (2010)[11]
- Middelfart Savings Bank, Middelfart, Denmark (2010)[12]
- Hotel Bella Sky, Ørestad, Kopenhaga (2011)[13]
- Museum of Liverpool, Liverpool (2011)[14]
- Gemeentehuis Nieuwegein, Nieuwegein, Holandia (2012)[15]
- Blue Planet, Kopenhaga (2008)[16]
- Centrum Kulturalne Plassen, Molde, Norwegia (2012)[17]
- Buen Kulturhus, Mandal, Norwegia (2012)[18]
- Gmach ONZ, Kopenhaga, Dania (2013)[19]
- Siedziba Swedbank, Sztokholm, Szwecja (2014)[20]
- Royal Arena, Kopenhaga, Dania (2017)[21]
- Grove Towers, Mumbaj, Indie[22]
- Yangpu University, Szanghaj, Chiny[23]
- The Light House, Århus, Dania[24]
- Nowa siedziba Deutsche Bahn, Berlin, Niemcy[25]
- Muzeum Sztuki Randers, Randers, Dania[26]
- Centrum Kultury Railyards, Århus, Dania[27]
- Vällingby Parkstad, Sztokholm, Szwecja[28]
- Uniwersytet w Uppsala, Uppsala, Szwecja[29]
- Rozbudowa szpitala Rigshospitalet, Kopenhaga, Dania[30]
- DreamCenter, Szanghaj, Chiny[31]
- Residential Project, Wiedeń, Austria[32]
- Siedziba Międzynarodowego Komitetu Olimpijskiego, Lozanna, Szwajcaria[33]
- Uniwersytet Mälardalen, Eskilstuna, Szwecja[34]
- Przebudowa AMP Centre, Sydney, Australia[35]
- IMAX, Retail and Creative Offices Complex, Szanghaj, Chiny[36]
- Quay Quarter Tower, Sydney, Australia[37]
- La Tour, Århus, Dania[38]
- Centrum Kultury Namur, Namur, Belgia[39]
- Vertical village, Toronto, Kanada[40]
- Aquatic Center, Linköping, Szwecja[41]
- Sydney Fish Market, Sydney, Australia[42]
- Szpital dziecięcy w Kopenhadze, Kopenhaga, Dania[43]
- Rewitalizacja nabrzeża Waterfront, Toronto, Kanada[44]
- Siedziba Schüco, Bielefeld, Niemcy[45]